# Campeón de Campeones 2020-21
El Campeón de Campeones 2020-21 fue la edición XLVIII del Campeón de Campeones de la Liga MX. Esta edición fue disputada por los campeones correspondientes a los torneos Guard1anes 2020: León y Guard1anes 2021: Cruz Azul.
Se trató de la segunda final entre ambos equipos en la historia del torneo (después de la edición de la temporada 1971-72), teniendo ahora como vencedor a Cruz Azul, tras derrotar a León 2-1 en tiempo regular, siendo este su tercer título de la competencia. El partido tuvo lugar en Dignity Health Sports Park en Carson, California, repitiendo como anfitrión del torneo, que al igual que sus antecesoras, se disputó en una sede neutral de Estados Unidos.

## Sistema de competición
Disputaron la copa Campeón de Campeones 2020-21, los campeones de los torneos Guardianes 2020 y Guardianes 2021.
El club vencedor del Campeón de Campeones es aquel que en el partido anote el mayor número de goles. Si al término del tiempo reglamentario el partido está empatado, se procede a lanzar tiros penales hasta que resulte un vencedor.

## Información de los equipos
| Equipo    | Entrenador   | Estadio  | Ciudad           |
| --------- | ------------ | -------- | ---------------- |
| León      | Ariel Holan  | Nou Camp | León, Guanajuato |
| Cruz Azul | Juan Reynoso | Azteca   | Ciudad de México |

## Ficha del partido
| 18 de julio de 2021, 16:30 (UTC-7)                  | León       | 1:2 (0:0) | Cruz Azul          | Dignity Health Sports Park, Carson                                 |                                                                    |
|                                                     | Ormeño 82' | Reporte   | Rodríguez 60', 67' | Asistencia: 27 674 espectadores Árbitro(s): Luis Enrique Santander | Asistencia: 27 674 espectadores Árbitro(s): Luis Enrique Santander |
| Cruz Azul campeón del Campeón de Campeones 2020-21. |            |           |                    |                                                                    |                                                                    |

| 31    | POR   | Iván Vázquez       |     |
| 28    | DEF   | David Ramírez      | 91' |
| 21    | DEF   | Stiven Barreiro    |     |
| 4     | DEF   | Andrés Mosquera    |     |
| 6     | DEF   | William Tesillo    |     |
| 8     | MED   | Iván Rodríguez     | 63' |
| 16    | MED   | Jean Meneses       | 76' |
| 10    | MED   | Luis Montes        |     |
| 26    | MED   | Fidel Ambríz       |     |
| 13    | DEL   | Ángel Mena         |     |
| 20    | DEL   | Emmanuel Gigliotti |     |
| D. T. | D. T. | Ariel Holan        |     |

| 1     | POR   | Jesús Corona        |     |
| 24    | DEF   | Juan Escobar        |     |
| 23    | DEF   | Pablo Aguilar       |     |
| 4     | DEF   | Julio Domínguez     |     |
| 15    | DEF   | Ignacio Rivero      | 76' |
| 19    | MED   | Yoshimar Yotún      |     |
| 22    | MED   | Rafael Baca         |     |
| 28    | MED   | Guillermo Fernández |     |
| 32    | MED   | Walter Montoya      | 77' |
| 17    | DEL   | Bryan Angulo        | 45' |
| 21    | DEL   | Jonathan Rodríguez  | 84' |
| D. T. | D. T. | Juan Reynoso        |     |

| 25 | DEL | Omar Fernández  | 63' |
| 14 | DEL | Santiago Ormeño | 76' |
| 11 | MED | Elías Hernández | 91' |

| 29 | DEL | Santiago Giménez | 45' |
| 12 | DEF | José Martínez    | 76' |
| 5  | DEF | Alexis Peña      | 77' |
| 8  | MED | Luis Mendoza     | 84' |

| 82' | Santiago Ormeño | 1:2 |

| 60' · 67' | Jonathan Rodríguez | 0:1 0:2 |

| 42' · 70' | Luis Montes Stiven Barreiro |

| 18' · 62' · 70' | Yoshimar Yotún Guillermo Fernández Ignacio Rivero |

| 90+7' | Fidel Ambríz |

| 80' | Yoshimar Yotún |

| Principal  | Luis Enrique Santander    |
| Asistentes | Christian Espinosa Zavala |
|            | José Ibrahim Martínez     |
| Cuarto     | Marco Antonio Ortiz       |

| VAR            | Jorge Isaac Rojas      |
| Asistentes VAR | Eduardo Galván Basulto |

| 31    | POR   | Iván Vázquez       |     |
| 28    | DEF   | David Ramírez      | 91' |
| 21    | DEF   | Stiven Barreiro    |     |
| 4     | DEF   | Andrés Mosquera    |     |
| 6     | DEF   | William Tesillo    |     |
| 8     | MED   | Iván Rodríguez     | 63' |
| 16    | MED   | Jean Meneses       | 76' |
| 10    | MED   | Luis Montes        |     |
| 26    | MED   | Fidel Ambríz       |     |
| 13    | DEL   | Ángel Mena         |     |
| 20    | DEL   | Emmanuel Gigliotti |     |
| D. T. | D. T. | Ariel Holan        |     |

| 1     | POR   | Jesús Corona        |     |
| 24    | DEF   | Juan Escobar        |     |
| 23    | DEF   | Pablo Aguilar       |     |
| 4     | DEF   | Julio Domínguez     |     |
| 15    | DEF   | Ignacio Rivero      | 76' |
| 19    | MED   | Yoshimar Yotún      |     |
| 22    | MED   | Rafael Baca         |     |
| 28    | MED   | Guillermo Fernández |     |
| 32    | MED   | Walter Montoya      | 77' |
| 17    | DEL   | Bryan Angulo        | 45' |
| 21    | DEL   | Jonathan Rodríguez  | 84' |
| D. T. | D. T. | Juan Reynoso        |     |

| 25 | DEL | Omar Fernández  | 63' |
| 14 | DEL | Santiago Ormeño | 76' |
| 11 | MED | Elías Hernández | 91' |

| 29 | DEL | Santiago Giménez | 45' |
| 12 | DEF | José Martínez    | 76' |
| 5  | DEF | Alexis Peña      | 77' |
| 8  | MED | Luis Mendoza     | 84' |

| 82' | Santiago Ormeño | 1:2 |

| 60' · 67' | Jonathan Rodríguez | 0:1 0:2 |

| 42' · 70' | Luis Montes Stiven Barreiro |

| 18' · 62' · 70' | Yoshimar Yotún Guillermo Fernández Ignacio Rivero |

| 90+7' | Fidel Ambríz |

| 80' | Yoshimar Yotún |

| Principal  | Luis Enrique Santander    |
| Asistentes | Christian Espinosa Zavala |
|            | José Ibrahim Martínez     |
| Cuarto     | Marco Antonio Ortiz       |

| VAR            | Jorge Isaac Rojas      |
| Asistentes VAR | Eduardo Galván Basulto |

| 31    | POR   | Iván Vázquez       |     |
| 28    | DEF   | David Ramírez      | 91' |
| 21    | DEF   | Stiven Barreiro    |     |
| 4     | DEF   | Andrés Mosquera    |     |
| 6     | DEF   | William Tesillo    |     |
| 8     | MED   | Iván Rodríguez     | 63' |
| 16    | MED   | Jean Meneses       | 76' |
| 10    | MED   | Luis Montes        |     |
| 26    | MED   | Fidel Ambríz       |     |
| 13    | DEL   | Ángel Mena         |     |
| 20    | DEL   | Emmanuel Gigliotti |     |
| D. T. | D. T. | Ariel Holan        |     |

| 1     | POR   | Jesús Corona        |     |
| 24    | DEF   | Juan Escobar        |     |
| 23    | DEF   | Pablo Aguilar       |     |
| 4     | DEF   | Julio Domínguez     |     |
| 15    | DEF   | Ignacio Rivero      | 76' |
| 19    | MED   | Yoshimar Yotún      |     |
| 22    | MED   | Rafael Baca         |     |
| 28    | MED   | Guillermo Fernández |     |
| 32    | MED   | Walter Montoya      | 77' |
| 17    | DEL   | Bryan Angulo        | 45' |
| 21    | DEL   | Jonathan Rodríguez  | 84' |
| D. T. | D. T. | Juan Reynoso        |     |

| 25 | DEL | Omar Fernández  | 63' |
| 14 | DEL | Santiago Ormeño | 76' |
| 11 | MED | Elías Hernández | 91' |

| 29 | DEL | Santiago Giménez | 45' |
| 12 | DEF | José Martínez    | 76' |
| 5  | DEF | Alexis Peña      | 77' |
| 8  | MED | Luis Mendoza     | 84' |

| 82' | Santiago Ormeño | 1:2 |

| 60' · 67' | Jonathan Rodríguez | 0:1 0:2 |

| 42' · 70' | Luis Montes Stiven Barreiro |

| 18' · 62' · 70' | Yoshimar Yotún Guillermo Fernández Ignacio Rivero |

| 90+7' | Fidel Ambríz |

| 80' | Yoshimar Yotún |

| Principal  | Luis Enrique Santander    |
| Asistentes | Christian Espinosa Zavala |
|            | José Ibrahim Martínez     |
| Cuarto     | Marco Antonio Ortiz       |

| VAR            | Jorge Isaac Rojas      |
| Asistentes VAR | Eduardo Galván Basulto |

| 31    | POR   | Iván Vázquez       |     |
| 28    | DEF   | David Ramírez      | 91' |
| 21    | DEF   | Stiven Barreiro    |     |
| 4     | DEF   | Andrés Mosquera    |     |
| 6     | DEF   | William Tesillo    |     |
| 8     | MED   | Iván Rodríguez     | 63' |
| 16    | MED   | Jean Meneses       | 76' |
| 10    | MED   | Luis Montes        |     |
| 26    | MED   | Fidel Ambríz       |     |
| 13    | DEL   | Ángel Mena         |     |
| 20    | DEL   | Emmanuel Gigliotti |     |
| D. T. | D. T. | Ariel Holan        |     |

| 1     | POR   | Jesús Corona        |     |
| 24    | DEF   | Juan Escobar        |     |
| 23    | DEF   | Pablo Aguilar       |     |
| 4     | DEF   | Julio Domínguez     |     |
| 15    | DEF   | Ignacio Rivero      | 76' |
| 19    | MED   | Yoshimar Yotún      |     |
| 22    | MED   | Rafael Baca         |     |
| 28    | MED   | Guillermo Fernández |     |
| 32    | MED   | Walter Montoya      | 77' |
| 17    | DEL   | Bryan Angulo        | 45' |
| 21    | DEL   | Jonathan Rodríguez  | 84' |
| D. T. | D. T. | Juan Reynoso        |     |

| 25 | DEL | Omar Fernández  | 63' |
| 14 | DEL | Santiago Ormeño | 76' |
| 11 | MED | Elías Hernández | 91' |

| 29 | DEL | Santiago Giménez | 45' |
| 12 | DEF | José Martínez    | 76' |
| 5  | DEF | Alexis Peña      | 77' |
| 8  | MED | Luis Mendoza     | 84' |

| 82' | Santiago Ormeño | 1:2 |

| 60' · 67' | Jonathan Rodríguez | 0:1 0:2 |

| 42' · 70' | Luis Montes Stiven Barreiro |

| 18' · 62' · 70' | Yoshimar Yotún Guillermo Fernández Ignacio Rivero |

| 90+7' | Fidel Ambríz |

| 80' | Yoshimar Yotún |

| Principal  | Luis Enrique Santander    |
| Asistentes | Christian Espinosa Zavala |
|            | José Ibrahim Martínez     |
| Cuarto     | Marco Antonio Ortiz       |

| VAR            | Jorge Isaac Rojas      |
| Asistentes VAR | Eduardo Galván Basulto |

| Campeón de Campeones 2020-21 |
| ---------------------------- |
|                              |
| Cruz Azul                    |
| 3° Título                    |